# Viszlát nyár
Viszlát nyár (in italiano: Arrivederci estate) è un singolo del gruppo musicale ungherese AWS, pubblicato il 21 ottobre 2017 su etichetta discografica EDGE Records.

## Descrizione
Scritto dal frontman Örs Siklósi, il brano è dedicato alla memoria del padre del cantante. Il pezzo è stato selezionato per l'A Dal 2018, processo di selezione nazionale per l'Eurovision Song Contest. Nella serata finale del programma sono stati proclamati vincitori del programma, avendo ottenuto il massimo dei punteggi da parte del televoto. Questo gli ha concesso il diritto di rappresentare l'Ungheria all'Eurovision Song Contest 2018, a Lisbona, in Portogallo.
Il brano ha gareggiato nella semifinale del 10 maggio 2018, la seconda, classificandosi decima con 111 punti. Ciò ha permesso al brano di arrivale alla finale del 12 maggio 2018 e classificandosi ventunesima con 93 punti.

## Tracce
Download digitale
1. Viszlát nyár – 3:25
2. Summer Gone (English Version) – 3:25

## Classifiche
| Classifica (2018) | Posizione massima |
| ----------------- | ----------------- |
| Ungheria          | 11                |